# Успенський район (Павлодарська область)
Успе́нський район (каз. Успен ауданы, рос. Успенский район) — адміністративна одиниця у складі Павлодарської області Казахстану. Адміністративний центр — село Успенка.

## Населення
Населення — 12624 особи (2021; 13254 у, 2009, 21395 у 1999, 31016 у 1989).

## Історія
31 січня 1935 року із частини Цюрупинського району був утворений Лозовський район з центром у селі Успенка. 1938 року район увійшов до складу Павлодарської області. 1964 року район перейменовано в Успенський район.

## Склад
До складу району входить 7 сільських округів:
| Поселення                       | Площа, км² | Населення, осіб (1989) | Населення, осіб (1999) | Населення, осіб (2009) | Населення, осіб (2021) | Центр          | Населені пункти |
| ------------------------------- | ---------- | ---------------------- | ---------------------- | ---------------------- | ---------------------- | -------------- | --------------- |
| Козикеткенський сільський округ | -          | 2707                   | 2048                   | 1185                   | 970                    | Козикеткен     | 2               |
| Конирозецький сільський округ   | -          | 4467                   | 3104                   | 1532                   | 1186                   | Конир-Озек     | 5               |
| Лозовський сільський округ      | -          | 4514                   | 2920                   | 1594                   | 1453                   | Лозове         | 3               |
| Новопокровський сільський округ | -          | 2131                   | 1735                   | 1616                   | 1564                   | Галицьке       | 2               |
| Ольгинський сільський округ     | -          | 3520                   | 2276                   | 798                    | 681                    | Кизилагаш      | 3               |
| Рівнопольський сільський округ  | -          | 5992                   | 3421                   | 2050                   | 1901                   | Константиновка | 3               |
| Успенський сільський округ      | -          | 7685                   | 5893                   | 4479                   | 4869                   | Успенка        | 3               |

2018 року були ліквідовані Білоусовський, Ковалевський та Надаровський сільські округи, Богатирська, Каратайська та Таволжанська сільські адміністрації, натомість утворено Ольгинський сільський округ.

## Найбільші населені пункти
Населені пункти з чисельністю населення понад 1000 осіб:
| № | Населений пункт | Населення, осіб (1989) | Населення, осіб (1999) | Населення, осіб (2009) | Населення, осіб (2021) |
| - | --------------- | ---------------------- | ---------------------- | ---------------------- | ---------------------- |
| 1 | Успенка         | 6421                   | 5160                   | 4067                   | 4496                   |
| 2 | Галицьке        | 1245                   | 1153                   | 1192                   | 1162                   |
| 3 | Константиновка  | 3576                   | 1880                   | 1097                   | 1105                   |